# Rye (New York)
Rye è una città degli Stati Uniti d'America, situata nella contea di Westchester dello stato di New York.